# Hypenetes miles
Hypenetes miles là một loài ruồi trong họ Asilidae. Hypenetes miles được Oldroyd miêu tả năm 1974. Loài này phân bố ở vùng nhiệt đới châu Phi.